# Baixa Saxônia
O Baixo Saxe, Baixa Saxônia(pt-BR) ou Baixa Saxónia(pt-PT?)  (em alemão:  Niedersachsen) é um dos 16 estados federados (Bundesländer) da Alemanha. Tem como capital Hanôver e situa-se no noroeste do país; seus limites são o mar do Norte a norte, Eslésvico-Holsácia, Hamburgo e Meclemburgo-Pomerânia Ocidental a nordeste, Brandemburgo e Saxônia-Anhalt (Saxónia-Anhalt) a leste, a Turíngia a sudeste, o Hesse e a Renânia do Norte-Vestfália a sul e os Países Baixos (províncias do Overissel, Drente e Groninga) a oeste. O estado ainda circunda as duas partes do estado de Bremen.

## História
As origens territoriais do estado contemporâneo da Baixa Saxônia remontam à Alta Idade Média. Com a divisão do Império Carolíngio por Carlos Magno em diversos ducados, foi instaurado na região o Ducado da Saxônia, que incluía boa parte do estado da Baixa Saxônia, como também da Turíngia e do Eslésvico-Holsácia atuais.
Com o Tratado de Verdun, em 843, o Ducado da Saxônia passou a ser um dos quatro ducados que compunham o Reino da Frância Oriental, de Luís, o Germânico. E assim perdurou até o século XII, quando o Duque da Saxônia se envolveu em litígios com o imperador romano-germânico da época, Frederico I, o que resultou na expulsão do duque do império e a dissolução e fragmentação do Ducado da Saxônia em diversos feudos, com menor poder político.
Durante a Idade Média, várias cidades da Baixa Saxônia fizeram parte da Liga Hanseática.
A região permaneceu sem um estado de dimensão e relevância de grande destaque até 1692, quando o Duque de Brunsvique-Luneburgo foi elevado à condição de príncipe-eleitor do Sacro Império Romano-Germânico, e seu território passou a ser reconhecido como Eleitorado de Hanôver.
O eleitorado persistiu até às Guerras Napoleônicas, quando foi ocupado por tropas francesas em 1803 e substituído pelo estado clientelar francês do Reino da Vestefália (que integrava a Confederação do Reno).
Com a queda de Napoleão, o estado foi restaurado em 1814, mas desta vez independente sob o título de Reino de Hanôver, uma vez que o Sacro Império havia se extinguido.
Após a Guerra das Sete Semanas, em 1866, o Reino de Hanôver foi anexado ao Reino da Prússia, terminando seu período como estado independente.
Os aliados destruíram boa parte das cidades e da infraestrutura da região durante os bombardeios (bombardeamentos, em português europeu) da Segunda Guerra Mundial.

## Administração
A Baixa Saxônia está dividida em 38 distritos (Kreise, singular Kreis; ou ainda distritos rurais: Landkreise, singular Landkreis).
| Os 38 distritos (Kreise) da Baixa Saxônia: | | |
| 1. Ammerland 2. Aurich 3. Condado de Bentheim (Grafschaft Bentheim) 4. Celle 5. Distrito da Charneca (Heidekreis) 6. Clopemburgo (Cloppenburg) 7. Cuxhaven 8. Diepholz 9. Emsland 10. Frísia (Friesland) 11. Gifhorn 12. Goslar 13. Gotinga (Göttingen) | 1. Hamelim-Pirmonte (Hameln-Pyrmont) 2. Hanôver (Hannover) 3. Harburgo (Harburg) 4. Helmstedt 5. Hildesheim 6. Holzminden 7. Leer 8. Lüchow-Dannenberg 9. Luneburgo (Lüneburg) 10. Niemburgo (Nienburg) 11. Northeim 12. Oldemburgo (Oldenburg) 13. Osnabruque (Osnabrück) | 1. Osterholz 2. Osterode 3. Peine 4. Rotemburgo (Rotenburg) 5. Schaumburgo (Schaumburg) 6. Stade 7. Uelzen 8. Vechta 9. Verden 10. Lezíria do Weser (Wesermarsch) 11. Wittmund 12. Volfembutel (Wolfenbüttel) |

Além disso, há ainda oito cidades independentes (kreisfreie Städte), que não pertencem a nenhum distrito:
1. Brunsvique (Braunschweig)
2. Delmenhorst
3. Emden
4. Oldemburgo (Oldenburg)
5. Osnabruque (Osnabrück)
6. Salzgitter
7. Wilhelmshaven
8. Wolfsburgo (Wolfsburg)

Até 31 de dezembro de 2004, os distritos da Baixa Saxônia estavam agrupados em quatro regiões administrativas (Regierungsbezirke): Brunsvique, Hanôver, Luneburgo e Weser-Ems, quando foram dissolvidas.

## Lista dos ministros-presidentes da Baixa Saxônia
1. 1946 - 1955: Hinrich Wilhelm Kopf (SPD)
2. 1955 - 1959: Heinrich Hellwege (DP)
3. 1959 - 1961: Hinrich Wilhelm Kopf (SPD)
4. 1961 - 1970: Georg Diederichs (SPD)
5. 1970 - 1976: Alfred Kubel (SPD)
6. 1976 - 1990: Ernst Albrecht (CDU)
7. 1990 - 1998: Gerhard Schröder (SPD)
8. 1998 - 1999: Gerhard Glogowski (SPD)
9. 1999 - 2003: Sigmar Gabriel (SPD)
10. 2003 - 2010: Christian Wulff (CDU)
11. 2010 - 2013: David McAllister (CDU)
12. desde 2013: Stephan Weil (SPD)

## Política

### Eleições estaduais
| Ano  | %    | D   | %    | D   | %    | D   | %   | D   | %    | D   | %   | D   | %   | D   | %    | D   | %    | D   | %   | D   | %   | D   | %       | D       | %   | D   |
| Ano  | SPD  | SPD | CDU  | CDU | DP   | DP  | FDP | FDP | KPD  | KPD | DZP | DZP | DRP | DRP | BHE  | BHE | SRP  | SRP | NPD | NPD | GRÜ | GRÜ | PDS/LIN | PDS/LIN | AfD | AfD |
| ---- | ---- | --- | ---- | --- | ---- | --- | --- | --- | ---- | --- | --- | --- | --- | --- | ---- | --- | ---- | --- | --- | --- | --- | --- | ------- | ------- | --- | --- |
| 1947 | 43,4 | 65  | 19,9 | 30  | 17,9 | 27  | 8,8 | 13  | 5,6  | 8   | 4,1 | 6   | 0,3 | -   |      |     |      |     |     |     |     |     |         |         |     |     |
| 1951 | 33,7 | 64  | 23,7 | 35  | CDU  | CDU | 8,4 | 12  | 1,8  | 2   | 3,3 | 4   | 2,2 | 3   | 14,9 | 21  | 11,0 | 16  |     |     |     |     |         |         |     |     |
| 1955 | 35,2 | 59  | 26,6 | 43  | 12,4 | 19  | 7,9 | 12  | 1,3  | 2   | 1,1 | 1   | 3,8 | 6   | 11,0 | 17  |      |     |     |     |     |     |         |         |     |     |
| 1959 | 39,5 | 65  | 30,8 | 51  | 12,4 | 20  | 5,2 | 8   |      |     | 0,0 | -   | 3,6 | -   | 8,3  | 13  |      |     |     |     |     |     |         |         |     |     |
| 1963 | 44,9 | 73  | 37,7 | 62  | 2,7  | -   | 8,8 | 14  |      |     | 1,5 | -   | 3,7 | -   |      |     |      |     |     |     |     |     |         |         |     |     |
| 1967 | 43,1 | 66  | 41,8 | 63  |      |     | 6,9 | 10  |      |     |     |     | 7,0 | 10  |      |     |      |     |     |     |     |     |         |         |     |     |
| 1970 | 46,3 | 75  | 45,7 | 74  | 4,4  | -   | 3,2 | -   |      |     |     |     |     |     |      |     |      |     |     |     |     |     |         |         |     |     |
| 1974 | 43,1 | 67  | 48,8 | 77  | 7,0  | 11  | 0,6 | -   |      |     |     |     |     |     |      |     |      |     |     |     |     |     |         |         |     |     |
| 1978 | 42,2 | 72  | 48,7 | 83  | 4,2  | -   | 0,4 | -   | 3,9  | -   |     |     |     |     |      |     |      |     |     |     |     |     |         |         |     |     |
| 1982 | 36,5 | 63  | 50,7 | 87  | 5,9  | 10  |     |     | 6,5  | 11  |     |     |     |     |      |     |      |     |     |     |     |     |         |         |     |     |
| 1986 | 42,1 | 66  | 44,3 | 69  | 6,0  | 9   | 7,1 | 11  |      |     |     |     |     |     |      |     |      |     |     |     |     |     |         |         |     |     |
| 1990 | 44,2 | 71  | 42,0 | 67  | 6,0  | 9   | 0,2 | -   | 5,5  | 8   |     |     |     |     |      |     |      |     |     |     |     |     |         |         |     |     |
| 1994 | 44,3 | 81  | 36,4 | 67  | 4,4  | -   | 0,2 | -   | 7,4  | 13  |     |     |     |     |      |     |      |     |     |     |     |     |         |         |     |     |
| 1998 | 47,9 | 83  | 35,9 | 62  | 4,9  | -   |     |     | 7,1  | 12  |     |     |     |     |      |     |      |     |     |     |     |     |         |         |     |     |
| 2003 | 33,4 | 63  | 48,3 | 91  | 8,1  | 15  | 7,6 | 14  | 0,5  | -   |     |     |     |     |      |     |      |     |     |     |     |     |         |         |     |     |
| 2008 | 30,3 | 48  | 42,5 | 68  | 8,2  | 13  | 1,5 | -   | 8,0  | 12  | 7,1 | 11  |     |     |      |     |      |     |     |     |     |     |         |         |     |     |
| 2013 | 32,6 | 49  | 36,0 | 54  | 9,9  | 14  | 0,8 | -   | 13,7 | 20  | 3,1 | -   |     |     |      |     |      |     |     |     |     |     |         |         |     |     |
| 2017 | 36,9 | 55  | 33,6 | 50  | 7,5  | 11  |     |     | 8,7  | 12  | 4,6 | -   | 6,2 | 9   |      |     |      |     |     |     |     |     |         |         |     |     |

### Governos Estaduais
| Período   | Partidos de Governo | Partidos de Governo | Partidos de Governo | Partidos de Governo | Partidos de Governo | Partidos de Governo | Partidos de Governo | Partidos de Governo | Partidos de Governo | Partidos de Governo | Partidos de Governo | Partidos de Governo | Maioria            |
| --------- | ------------------- | ------------------- | ------------------- | ------------------- | ------------------- | ------------------- | ------------------- | ------------------- | ------------------- | ------------------- | ------------------- | ------------------- | ------------------ |
| 1946-1947 |                     | SPD                 |                     | CDU                 |                     | FDP                 |                     | KPD                 |                     | DP                  |                     |                     | Governo provisório |
| 1947-1948 |                     | SPD                 |                     | CDU                 |                     | DP                  |                     | FDP                 |                     | KPD                 |                     | DZP                 | 149 / 149          |
| 1948-1951 |                     | SPD                 |                     | CDU                 |                     | DZP                 |                     |                     |                     |                     |                     |                     | 101 / 149          |
| 1951-1955 |                     | SPD                 |                     | BHE                 |                     | DZP                 |                     |                     |                     |                     |                     |                     | 89 / 158           |
| 1955-1957 |                     | DP                  |                     | CDU                 |                     | BHE                 |                     | FDP                 |                     |                     |                     |                     | 91 / 159           |
| 1957-1959 |                     | DP                  |                     | CDU                 |                     | SPD                 |                     |                     |                     |                     |                     |                     | 121 / 159          |
| 1959-1961 |                     | SPD                 |                     | BHE                 |                     | FDP                 |                     |                     |                     |                     |                     |                     | 86 / 157           |
| 1961-1963 |                     | SPD                 |                     | BHE                 |                     | FDP                 |                     |                     |                     |                     |                     |                     | 86 / 157           |
| 1963-1965 |                     | SPD                 |                     | FDP                 |                     |                     |                     |                     |                     |                     |                     |                     | 87 / 149           |
| 1965-1967 |                     | SPD                 |                     | CDU                 |                     |                     |                     |                     |                     |                     |                     |                     | 135 / 149          |
| 1967-1970 |                     | SPD                 |                     | CDU                 |                     |                     |                     |                     |                     |                     |                     |                     | 129 / 149          |
| 1970-1974 |                     | SPD                 |                     |                     |                     |                     |                     |                     |                     |                     |                     |                     | 75 / 149           |
| 1974-1976 |                     | SPD                 |                     | FDP                 |                     |                     |                     |                     |                     |                     |                     |                     | 78 / 155           |
| 1976-1977 |                     | CDU                 |                     |                     |                     |                     |                     |                     |                     |                     |                     |                     | 77 / 155           |
| 1977-1978 |                     | CDU                 |                     | FDP                 |                     |                     |                     |                     |                     |                     |                     |                     | 88 / 155           |
| 1978-1982 |                     | CDU                 |                     |                     |                     |                     |                     |                     |                     |                     |                     |                     | 83 / 155           |
| 1982-1986 |                     | CDU                 |                     |                     |                     |                     |                     |                     |                     |                     |                     |                     | 87 / 171           |
| 1986-1990 |                     | CDU                 |                     | FDP                 |                     |                     |                     |                     |                     |                     |                     |                     | 78 / 155           |
| 1990-1994 |                     | SPD                 |                     | GRÜ                 |                     |                     |                     |                     |                     |                     |                     |                     | 79 / 155           |
| 1994-1998 |                     | SPD                 |                     |                     |                     |                     |                     |                     |                     |                     |                     |                     | 81 / 161           |
| 1998      |                     | SPD                 |                     |                     |                     |                     |                     |                     |                     |                     |                     |                     | 83 / 157           |
| 1998-1999 |                     | SPD                 |                     |                     |                     |                     |                     |                     |                     |                     |                     |                     | 83 / 157           |
| 1999-2003 |                     | SPD                 |                     |                     |                     |                     |                     |                     |                     |                     |                     |                     | 83 / 157           |
| 2003-2008 |                     | CDU                 |                     | FDP                 |                     |                     |                     |                     |                     |                     |                     |                     | 106 / 183          |
| 2008-2010 |                     | CDU                 |                     | FDP                 |                     |                     |                     |                     |                     |                     |                     |                     | 81 / 152           |
| 2010-2013 |                     | CDU                 |                     | FDP                 |                     |                     |                     |                     |                     |                     |                     |                     | 81 / 152           |
| 2013-2017 |                     | SPD                 |                     | GRÜ                 |                     |                     |                     |                     |                     |                     |                     |                     | 69 / 137           |
| 2017-     |                     | SPD                 |                     | CDU                 |                     |                     |                     |                     |                     |                     |                     |                     | 105 / 137          |

### Lista de Ministros-Presidentes
| Presidente | Presidente           | Início | Fim  | Partido                  |
| ---------- | -------------------- | ------ | ---- | ------------------------ |
|            | Hinrich Wilhelm Kopf | 1946   | 1955 | Partido Social-Democrata |
|            | Heinrich Hellwege    | 1955   | 1959 | Partido Alemão           |
|            | Hinrich Wilhelm Kopf | 1959   | 1961 | Partido Social-Democrata |
|            | Georg Diedrerichs    | 1961   | 1970 | Partido Social-Democrata |
|            | Alfred Kubel         | 1970   | 1976 | Partido Social-Democrata |
|            | Ernst Albrecht       | 1976   | 1990 | União Democrata-Cristã   |
|            | Gerhard Schröder     | 1990   | 1998 | Partido Social-Democrata |
|            | Gerhard Glogowski    | 1998   | 1999 | Partido Social-Democrata |
|            | Sigmar Gabriel       | 1999   | 2003 | Partido Social-Democrata |
|            | Christian Wulff      | 2003   | 2010 | União Democrata-Cristã   |
|            | David McAllister     | 2010   | 2013 | União Democrata-Cristã   |
|            | Stephan Weil         | 2013   | -    | Partido Social-Democrata |